# István Mészáros (filozof)
István Mészáros (ur. 19 grudnia 1930, zm. 1 października 2017) – węgierski filozof marksistowski i (emerytowany) profesor Uniwersytetu Sussex, gdzie przez 15 lat pełnił funkcję dyrektora Wydziału Filozoficznego. Wcześniej, przez 4 lata był także profesorem tytularnym filozofii i nauk politycznych na Uniwersytecie York.
W obrębie myśli marksistowskiej łączony jest z tradycją "Szkoły budapeszteńskiej" - grupy węgierskich filozofów, którzy byli bezpośrednimi uczniami lub na których wywarł wpływ György Lukács - w skład której zaliczani są także Ágnes Heller i György Márkus. Rodzinne Węgry opuścił po powstaniu w 1956 roku i zbrojnej interwencji wojsk Związku Radzieckiego.

## Najważniejsze prace
- Attila Jozsef e l'arte moderna (1964)
- Marx's Theory of Alienation (1970; II wydanie 2006)
- Aspects of History and Class Consciousness (1971; redaktor)
- The Necessity Of Social Control (1971)
- Lukacs Concept of Dialectic (1972)
- Neo-colonial Identity and Counter-consciousness: Essays in Cultural Decolonisation (1978; razem z Renato Constantino)
- The Work of Sartre: Search for Freedom (1979)
- Philosophy, Ideology and Social Science: Essays in Negation and Affirmation (1986)
- The Power of Ideology (1989; II wydanie 2005)
- Beyond Capital: Toward a Theory of Transition (1994)
- Socialism or Barbarism: Alternative To Capital's Social Order: From The American Century To The Crossroads (2001)
- The Challenge and Burden of Historical Time: Socialism in the Twenty-First Century (2008)